# Kevin Hague
Kevin Grant Hague (Aldershot, Hampshire; 18 de març de 1960) és un polític neozelandès i diputat de la Cambra de Representants de Nova Zelanda des de les eleccions de 2008. És membre del Partit Verd.

## Inicis
Hague va néixer el 18 de març de 1960 a Aldershot, Hampshire, al Regne Unit. Quan era adolescent la seva família es va mudar a Hamilton, Nova Zelanda. Va anar a la Universitat d'Auckland d'on es graduaria amb un BSc en matemàtiques i física. També té un grau en salut pública i un certificat d'educació per a adults. Va ser elegit president de l'associació estudiantil de la Universitat d'Auckland el 1980.
Entre el 1998 i 2003 fou el gerent de la Fundació del SIDA de Nova Zelanda, una fundació per la qual hi treballà entre 1988 i 2003. Ha representat a Nova Zelanda a conferències sobre el SIDA i l'apartheid a les Nacions Unides, la UNESCO i la Commonwealth. Entre el 2005 i 2008 treballà com a gerent de la junta del govern sobre la salut a West Coast.

## Diputat
| Parlament de Nova Zelanda |      |                |        |        |
| Anys                      | Leg. | Circumscripció | Llista | Partit |
| 2008-2011                 | 49   | Llista         | 7      | Verd   |
| 2011-actualitat           | 50   | Llista         | 3      | Verd   |

En les eleccions generals neozelandeses de 2008 Hague fou candidat pel Partit Verd a la circumscripció electoral de West Coast-Tasman i es trobava, a més, setè en la llista electoral del partit. A West Coast-Tasman va quedar tercer amb el 6,17% del vot, però fou elegit com a diputat de llista pel Partit Verd, ja que el partit assolí el 6,72% del vot i 9 escons.
Seria el candidat de nou pel Partit Verd a West Coast-Tasman per a les eleccions de 2011. En aquesta ocasió rebria el 6,40% del vot i seria elegit diputat de llista de nou al trobar-se tercer en la llista i al rebre el Partit Verd l'11,06% del vot total i 14 escons.

## Vida personal
Hague és gai i ha viscut amb la seva parella des de 1984. Actualment viuen a Greymouth, West Coast.